# Контанго
Контанго (англ. Contango, скор. CGO) — термін ринку ф'ючерсів; надбавка в ціні, що стягується продавцем за відстрочку розрахунку по угоді.
Ситуацією контанго зазвичай називають випадок, при якій біржова ціна ф'ючерсу в майбутньому вище ніж його поточна ціна (при негайному викупі), або ж ціна ф'ючерсу у віддаленому майбутньому вище ніж в найближчому майбутньому. Контанго є нормальним для ринку нешвидкопсувних продуктів з певною вартістю перевезення, що включає оплату складських приміщень. Ситуація контанго прямо протилежна ситуації беквордації.
Ринок ф'ючерсів швидкопсувних продуктів за визначенням не може перебувати в контанго, так як різні дати поставки по суті справи означають різні продукти.
Термін виник в середині 19-го столітті в Англії. У минулому на Лондонській фондовій біржі, контанго було митом, що сплачується покупцем продавцю, коли покупець бажає відкласти врегулювання торгової угоди.
Днем контанго називають перший день двотижневого розрахункового періоду на Лондонській фондовій біржі, тобто останній день, коли можна організувати контанго.